# Icona (romanzo)
Icona è un romanzo thriller dell'autore britannico Frederick Forsyth. La sua trama è incentrata sulla politica della Federazione Russa nel 1999, con un partito estremista vicino alla presa del potere. Pubblicato da Bantam Books nel settembre 1997, (ISBN 978-0-553-57460-9), "Icona" è diventato un New York Times Bestseller. Dal romanzo è stato tratto il film omonimo del 2005 per la televisione in cui Patrick Swayze è Jason Monk.

## Trama
La storia è ambientata tra il luglio 1999 e il gennaio 2000, e ruota attorno al candidato russo presidenziale Igor Komarov, capo dell'Unione delle forze patriottiche (UPF) di estrema destra.
Komarov è un politico molto popolare e carismatico, la vittoria è quasi garantita per Komarov e l'UPF alle elezioni nazionali del 16 gennaio 2000. Tuttavia, un documento segreto,noto come "Manifesto nero", viene rubato dall'ufficio della sua segretaria al quartier generale dell'UPF da Leonid Zaitsev, un anziano bidello ed ex soldato a cui capita di sfogliare il documento durante le pulizie. Il documento contiene informazioni estremamente sensibili riguardo alle future politiche di Komarov come presidente, come la restaurazione dei campi di schiavi, la creazione di uno stato mono partitico, distruzione di oppositori politici, invasioni del ex repubbliche sovietiche e genocidio delle minoranze etniche e religiose della Russia.
La squadra di Komarov cattura e uccide Zaitsev, ma non prima che quest'ultimo riesca a consegnare il documento al consolato inglese a Mosca. In seguito il documento viene mostrano a influenti leader occidentali. Sir Nigel Irvine, ex capo del SIS, propone un piano per contrastare la vittoria di Komarov. Alla ricerca di un uomo adatto per portare a termine questo piano, l'ex CIA DDO Carey Jordan raccomanda Jason Monk, un ex reclutatore e reclutatore di agenti sovietici per la CIA e veterano della Guerra del Vietnam.
Durante alcuni flashback degli anni precedenti, viene descritto il background di Monk e il reclutamento di diverse personalità sovietiche come agenti statunitensi. Questi includono figure governative e un fisico. Tuttavia, la CIA agente dormiente Aldrich Ames, tradisce presto questi agenti, insieme a tutti gli altri agenti della CIA in Unione Sovietica. Quasi tutti vengono radunati dai sovietici e vengono giustiziati o condannati ai lavori forzati dopo lunghi interrogatori e torture da parte dello spietato Anatoli Grishin.
Il colonnello Nikolai Ilyich Turkin, il primo sovietico reclutato da Monk, sviluppa una stretta amicizia con lui dopo che Monk ha salvato suo figlio dalla morte di una malattia tropicale. È, tuttavia, l'ultimo agente della CIA catturato dai sovietici, con Grishin che supervisiona la cattura a Berlino mentre Monk osserva da vicino dopo il loro ultimo incontro. Turkin viene interrogato e mandato in un Campo di lavoro forzato. Lì, morendo di tifo, scrive una lettera a Monk in cui descrive dettagliatamente il suo interrogatorio e la tortura nei campi, e saluta definitivamente. Monk, pieno di rabbia e dolore, attacca un burocrate noto per aver aiutato Ames, e questo porta al suo licenziamento dalla CIA.
Nel Monk 1999 conduce una vita tranquilla nelle Isole Turks e Caicos, portando i turisti in battute di pesca. Irvine lo visita e parla del piano contro Komarov; Monk rifiuta, avendo giurato di non tornare mai più in Russia, ma accetta quando gli viene data la possibilità di vendicarsi di Grishin, che sta lavorando come capo della sicurezza di Komarov.
Irvine ritorna in Russia e riunisce una serie di personaggi influenti alla sua causa mostrando loro il "Manifesto nero" e, Monk con l'aiuto della mafia cecena, il cui leader deve la vita a Monk, inizia una serie di inganni volti a far deragliare la campagna presidenziale di Igor Komarov.
Come organizzato da Komarov, durante il capodanno del 2000, viene sferrato un violento attacco da parte del braccio armato dell'UPF. In un acceso scontro a fuoco che dura tutta la notte, la battaglia viene persa dai militanti dell'UPF.
Durante la notte, in uno scontro a fuoco tra Monk e Grishin, quest'ultimo ha la peggio.

## Sfondo
Il libro presenta la spia della vita reale Aldrich Ames come personaggio. Ames, un agente CIA, aveva scambiato segreti con agenti Sovietici in cambio di denaro; le sue azioni figurano nella trama di "Icona". Diverse figure politiche della vita reale sono anche personaggi nella storia come membri del "Council of Lincoln", un gruppo segreto di influenti leader mondiali, e la trama li vede tenere una conferenza annuale al ranch di un membro a Jackson (Wyoming).
Il fine della trama prevede l'installazione di una icona personificata per aiutare a garantire la stabilità in Russia senza dover ricorrere all'ultranazionalismo o al ritorno al comunismo. Una sotto trama nel romanzo coinvolge Sir Nigel Irvine che lavora con un noto esperto di storia reale russa per trovare il nuovo Zar. Dopo approfondite ricerche, Principe Michael (senza nome nel romanzo, ma diversi dettagli alludono a lui) come candidato principale, sulla base della sua connessione Ortodossa e biologica con reali greci e russi Romanov. Accetta di assumere la carica e sale al trono all'inizio del 2000.
Il romanzo può essere visto come una continuazione del precedente romanzo di Forsyth, "Il pugno di Dio"; uno dei personaggi minori di "Icona", un banchiere di nome Nathanson, è descritto come il padre di un pilota che fu abbattuto nelle ore finali della Guerra del Golfo Persico, un evento che si verifica in "Il pugno di Dio". Irvine era già apparsa in "L'alternativa del diavolo" e "Il quarto protocollo".

## Edizioni
- Frederick Forsyth, Icona, Collana "Omnibus", Milano, Arnoldo Mondadori Editore, 1996  [1996],  p. 448, ISBN 9788804410355.